# 法蘭克·霍吉
法蘭克·霍吉（Frank Hodge，1894年4月18日—1957年），是一名英格蘭羽球運動員。 
法蘭克·霍吉在第一次世界大戰期間以優異的績效服完役後，於1919年重返羽球場。身為一名左手選手，他在在1919年至1933年之間代表英格蘭隊18次。他與喬治·艾倫·湯姆斯搭檔贏得了3次全英羽球錦標賽男子雙打冠軍。1934年，他與M·德雷克小姐結婚，成為亞歷山德拉宮羽球俱樂部的另一名成員。他於1957年去世。